# Manifeste cyborg
Manifeste cyborg (A Cyborg Manifesto) est un essai féministe de Donna Haraway, publié en 1985, et traduit en 2002 en français par Nathalie Magnan. 
Le Manifeste critique la politique identitaire du féminisme traditionnel, basée sur une définition binaire et essentialiste du genre, et propose, comme alternative aux groupes identitaires, le regroupement par affinité. Il utilise la métaphore du cyborg pour exhorter les féministes à aller au-delà des limites du genre traditionnel, du féminisme et de la politique.
Il est devenu un ouvrage iconoclaste incontournable des études de genre et se présente comme une double utopie critique des catégorisations de genre et de nature, en mettant en avant la figure du cyborg, un être vivant composé de parties organiques et de parties provenant de machines. Il s'achève par ces mots, devenus « cultes » : « Je préfère être cyborg que déesse. »

## Historique
Haraway commence l'écriture du Manifeste cyborg en 1983 sur une demande de la Socialist Review des socialistes féministes américaines de réfléchir au futur du féminisme socialiste dans le contexte du début de l'ère Reagan et du déclin des politiques de gauche. Les premières versions de l'essai avaient de fortes connexions socialistes et européennes que le collectif de la revue refusa de publier, les trouvant trop controversées. La revue The Berkeley Socialist Review Collective publie l'essai en 1985 sous la responsabilité de l'éditeur Jeflef Escoffier. L'essai est le plus lu dans la version incluse dans le livre Simians, Cyborgs and Women paru en 1991. Nathalie Magnan le traduit en français en 2002.

## Points clés

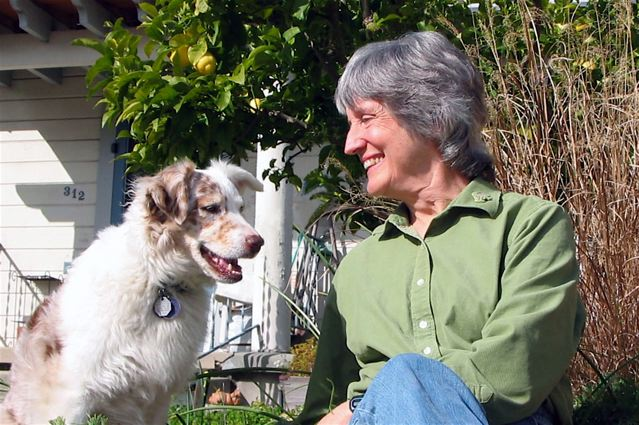
Donna Haraway, auteur du Manifeste cyborg, photographiée en 2006.

Haraway commence le Manifeste en expliquant que l'introduction du mythe hybride du cyborg au XXe siècle a rendu possible une modification substantielle de la définition de la frontière entre l'humain et l'animal, de celle entre l'homme-animal et la machine, et de celle entre physique et non-physique. En effet, l'évolution a brouillé les lignes entre l'humain et l'animal ; les machines du xxe siècle ont rendu ambigües les frontières entre le naturel et l'artificiel. De même, la microélectronique et la politique d'invisibilité des cyborgs ont brouillé les lignes de l'existence physique des êtres humains.
Elle indique que le concept émergent de cyborg est un rejet de la rigidité des frontières, notamment celles séparant l'humain  de l'animal et l'humain de la machine. Elle écrit : « Le cyborg ne rêve pas de communauté sur le modèle de la famille organique, cette fois sans le complexe œdipien. Le cyborg ne reconnaîtrait pas le Jardin d'Eden ; il n'est pas fait de boue et ne peut pas rêver de retourner à la poussière. »

### Critique des catégorisations dualistes occidentales
Haraway met en exergue l'utilisation problématique et la justification de traditions occidentales telles que le patriarcat, le colonialisme, l'essentialisme et le naturalisme (entre autres). Ces  traditions permettent la formation de taxonomies d'identifications à l'autre, ce qu'Haraway présente comme des « dualismes antagonistes » qui norment le discours occidental. Ces dualismes, selon Haraway, « ont tous été systématiques au sein du paradigme de domination des femmes, des personnes de couleur, de la nature, des travailleurs et des travailleuses, et des animaux... Tout ce qui est constitutif des autres. » Elle souligne les dualismes spécifiques et problématiques du soi/autre, culture/nature, civilisé/primitif, vrai/faux, juste/injuste, réalité/illusion, vérité/mensonge, total/partiel, Dieu/homme, entre autres. Elle explique que ces dualismes sont en compétition, créant des relations paradoxales de domination, particulièrement entre l'Un et l'Autre. Cependant, la culture high-tech remet en question ces dualismes antagonistes, apportant des défis et des solutions nouvelles.

### Théorie du cyborg
La théorie cyborg d'Haraway rejette la notion d'essentialisme, proposant en remplacement un monde évolutif et modulable de fusions entre l'animal et la machine. La théorie cyborg s'appuie sur des terminologies telles que « la technologie des cyborgs » et affirme que « la politique cyborg est le combat pour le langage et la lutte contre la communication parfaite, contre le code unique qui traduit toute signification parfaitement, le dogme central phallogocentriste ». Le cyborg d'Haraway fait appel, quant à lui, à une métaphore non essentialisée capable d'unifier des coalitions politiques diffuses autour de l'affinité plutôt qu'autour de l'identité. Suivant en cela les féministes lacaniennes telles que Luce Irigaray, les travaux d'Haraway ont pour objet l'abîme entre les discours féministes et le langage dominant du patriarcat occidental. Haraway affirme que « la grammaire est la continuation de la politique par d'autres moyens » et que les politiques effectives requièrent de parler dans le langage de la domination. 
Elle postule que l'identité du sujet humain unifié a migré vers l'humain hybride de la technoscience, de la « représentation » à la « simulation », du « roman bourgeois » à la « science-fiction », de la « reproduction » à la « réplication », du « patriarcat capitaliste blanc » à une « informatique de la domination ». 
Alors que le « rêve ironique d'un langage commun » d'Haraway est inspiré par l'argument d'Irigaray (en faveur d'un discours autre que celui du patriarcat), elle rejette l'essentialisation de la construction de « la-femme-en-tant-que-non-mâle » d'Irigaray en faveur d'une communauté linguistique dans laquelle personne n'est innocent.

### Critique du féminisme traditionnel
Haraway engage un débat avec certaines féministes traditionnelles au travers de déclarations telles que : « Les femmes plus que les hommes sont impliquées dans la vie quotidienne, et donc ont une position épistémologique potentiellement privilégiée ». Le féminisme traditionnel part de postulats totalitaires, considérant que les hommes seraient d'une nature et les femmes d'une autre, tandis qu'une « théorie cyborg du tout et des parties » ne souhaite pas expliquer les choses dans leur totalité. Haraway suggère que les féministes aillent au-delà du naturalisme et de l'essentialisme, critiquant  ainsi les tactiques féministes fondées sur des politiques identitaires qui victimisent les personnes exclues ; elle propose, comme stratégie alternative, de brouiller les identités.
Pour contrer ce qu'elle appelle la rhétorique essentialiste et anachronique des écoféministes spirituelles, lesquelles combattent le patriarcat avec des constructions modernistes présentant la femme en tant que naturelle et mère de la nature, Haraway propose le cyborg, permettant d'envisager le féminisme comme un code cybernétique.

### Appel à l'action
Haraway appelle à une révision de la notion de genre, en s'éloignant de l'essentialisme occidental pour s'approcher d'un « rêve utopique permettant d'espérer un monde monstrueux sans genre » (comprendre « monstrueux » dans le sens de « modulable »), affirmant que « les cyborgs pourraient envisager plus sérieusement les aspects partiels, fluides, sexuels de la corporéïté. Le genre pourrait […] ne pas être une identité globale, même s'il bénéficie d'un profond ancrage historique. »
Haraway encourage une voie de reconstruction de l'identité, qui ne serait plus dictée par le naturalisme et la taxonomie, mais plutôt par l'affinité. Les personnes pourraient alors construire leurs propres groupes par choix, et les groupes d'affinités seraient en mesure de construire un « post-moderniste de l'identité, de l'altérité, de la différence et de la spécificité. » Cela constituerait un moyen de contrer les traditions occidentales d'identification exclusive.

## Mises à jour et révisions
La métaphore du cyborg de Haraway a été étiquetée comme une déclaration post-genre. Haraway a cependant clarifié sa position sur le post-genderism dans certains entretiens.  Elle reconnaît que son argument du Manifeste vise à remettre en question la nécessité de la catégorisation du genre, mais elle ne met pas cet argument en relation avec le post-gendérisme. Elle clarifie cette distinction parce que le post-gendérisme est souvent associé avec le concept utopique de se situer au-delà de la masculinité et de la féminité. Haraway note que les constructions genrées prévalent et sont porteuses de sens même si elles sont problématiques et doivent être éliminées en tant que catégorie définissant l'identité.

## Les mises en pratique duManifeste Cyborg
Donna Haraway a construit son concept de cyborg pour constituer une critique féministe, mais elle reconnaît que d'autres personnes ainsi que des médias populaires comme le magazine Wired se sont emparés de son concept et l'ont appliqué à d'autres contextes. Haraway est consciente et réceptive aux différentes mises en pratique de son concept de cyborg, mais admet que très peu de gens ont pris en compte la totalité du concept. Wired a ainsi ignoré la théorie genrée du cyborg de Haraway et l'a utilisé pour produire un commentaire pragmatique sur l'imbrication de l'humain et de la technologie. Haraway constate aussi que des universitaires féministes « s'approprient le concept du cyborg en poursuivant leurs propres objectifs ».

### Patchwork Girl
Patchwork Girl (hypertext) (en) est une œuvre de littérature électronique de l'auteure américaine Shelley Jackson (en), écrite grâce au logiciel Storyspace (en) et publiée par Eastgate Systems (en) en 1995. À l'origine, Patchwork Girl est le personnage du roman Frankenstein ou le Prométhée moderne de Mary Shelley. Créé par Victor Frankentstein, c'est un monstre en partie mâle, en partie femelle, en partie animal, âgé de 175 ans. À la suite de sa destruction par Victor Frankenstein, l'auteure imagine qu'il est recousu par Mary Shelley, puis qu'il devient son amant. Ce monstre est donc « une cyborg queer, disproportionnée et recousue de manière visible ». Le texte aborde les préoccupations liées aux technologies reproductives. 

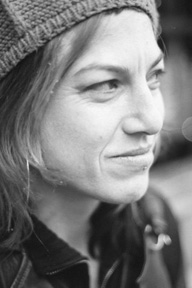
Shelley Jackson, auteure de Patchwork Girl.

Le thème principal de l'œuvre est donc celui de la connexion entre la monstruosité, la subjectivité et les nouvelles technologies reproductives. Le public entre dans l'œuvre en découvrant l'image d'un corps de femme, nu et cicatrisé, dont les parties sont recousues à l'aide d'une unique ligne de points. La Patchwork Girl incorpore la conception de Haraway d'un être cybernétique post-humain.

### Les déesses cyborgs
Leman Giresunlu utilise le cyborg de Haraway pour examiner les films contemporains de science-fiction comme Lara Croft: Tomb Raider et Resident Evil dans son essai Cyborg Goddesses: The Mainframe revisited (« Les déesses cyborg : le contexte revisité »). Elle explore dans cet essai comment son nouveau concept de la déesse cyborg, une figure féminine « capable d'infliger de la souffrance et du plaisir simultanément », peut être utilisé pour illustrer le glissement de la représentation féminine vers des postures plus multidimensionnelles. Giresunlu construit son concept à partir du cyborg de Haraway parce que la déesse cyborg continue et dépasse le cyborg d'Haraway, offrant une échappatoire à la dualité et une piste de travail pour montrer le potentiel de la technologie et de la spiritualité à fournir une représentation des femmes plus complexe et plus précise.

### L'esprit au-dessus de la  matière
Dans son essai Mind Over Matter: Mental Evolution and Physical Devolution in The Incredible Shrinking Man (« L'esprit au-dessus de la matière : évolution mentale et dégénérescence physique dans L'Homme qui rétrécit »), Ruthellen Cunnally, critique universitaire américaine, se sert du cyborg d'Haraway pour rendre intelligible la façon dont Robert Scott Carey se transforme en cyborg au milieu d'une métaphore de la guerre froide à son domicile. Comme Robert continue de rétrécir, la dynamique de genre entre lui et sa femme Louise glisse du « registre mari/femme » à celui de « mère/fils ». Lorsque Robert se retrouve perdu dans l'espace féminin au sous-sol, dévolu aux tâches domestiques de Louise (nettoyage des vêtements et couture), il doit se battre pour préserver sa vie et regagner sa masculinité.  
Il bat certains de ses ennemis et retrouve sa masculinité, mais les lignes de démarcation genrées ne se reforment pas, parce qu'il n'y a personne pour partager et implémenter les structures de pouvoir genrées. Robert présente donc désormais une « existence et un sens désormais libérés des limitations du dualisme patriarcal, selon les termes du cyborg d'Harraway ».

## Critiques
De nombreuses critiques de l'ouvrage mettent l'accent sur la difficulté de lecture, de compréhension et sur le style d'écriture ; ainsi : « les étudiants de premier cycle en classe de sciences et de technologies trouvent le Cyborg Manifesto curieusement pertinent, mais un peu impénétrable à la lecture ». Cela est corroboré par Hélène Merrick et Margret Grebowicz qui observent que les scientifiques qui ont examiné Primate Visions (un autre ouvrage d'Haraway) ont eu des problèmes similaires, surtout en ce qui concerne l'utilisation de l'ironie. Judy Wajcman, professeur de sociologie à la London School of Economics and Political Science, suggère, dans TechnoFeminism, que « l'ouverture de son écriture à une variété de lectures intentionnelles […] peut parfois rendre Haraway difficile à interpréter ». Wajcman ne critique cependant pas Haraway quant à sa capacité à englober les possibilités, plutôt qu'à les limiter.
D'autres critiques ont aussi porté sur l'accessibilité des thématiques qu'elle aborde dans son écriture et, selon la troisième vague féministe, la lecture de son travail « suppose que le lecteur soit familier avec la culture nord-américaine », et affirme que « les lecteurs dépourvus du capital culturel approprié sont […] susceptibles de la trouver exaspérément obscure et impénétrable. »
Compte tenu de la question de l'accessibilité en général, les études sur le handicap ont mis l'accent sur l'essai où, du fait de l'absence de « toute forme d'engagement critique sur le handicap […], les corps (dits) invalides sont simplement présentés en tant qu'exemples […] ne nécessitant ni analyse ni critique ». Alison Kafer, professeur en études féministes à l'université Southwestern, tente de répondre à cela dans Féminist, Queer, Crip. 
Wajcman fait également valoir que la vision de la technologie par Haraway est peut-être trop totalitaire, et que la solution binaire du « cyborg versus la déesse » caricature en définitive le féminisme en se concentrant trop sur une dichotomie qui peut en définitive s'avérer erronée.
Au-delà de sa présence dans le contexte académique, A Cyborg Manifesto est également populaire grâce à ses recensions, notamment celle réalisée par le magazine Wired dans un article rédigé par Hari Kunzru, celle de Mute Magazine, et celle présentée sur BuzzFeed. Des rétrospectives des articles sont régulièrement publiées à l'occasion de son anniversaire.
Les féministes traditionnelles[Qui ?] ont critiqué l'ouvrage parce qu'il nie toute expérience commune féminine[pas clair]. En effet, Haraway écrit « il n'y a rien dans le fait d'être féminine qui lie naturellement les femmes entre elles », ce qui va à l'encontre du féminisme traditionnel, qui appelle les femmes à se réunir pour défendre les représentantes de leur genre. 
Les critiques et les controverses ont été intégrées dans l'historique de publication de l'essai ; The East Coast Collective de la Socialist Review trouvait que c'était « une approche naïve de la technologie » et s'opposa à sa publication, tandis que The Berkeley Collective insista pour qu'il soit publié. L'essai a été libellé « controversé » et « viral » alors qu'il circulait dans départements académiques et au travers des frontières disciplinaires.
Ces controverses n'ont d'égales que l'omniprésence de l'ouvrage ; Jackie Orr, professeure associée de sociologie à la Maxwell School of Syracuse University, écrit : « Il est difficile d'être une étudiante féministe en sciences sociales aux États-Unis après 1985 et de ne pas avoir été touchée de près ou de loin par le Manifeste Cyborg. » Son adoption rapide par les cercles académiques accéléra aussi le rythme des critiques et, en 1990, Haraway pensait qu'il avait acquis comme une deuxième vie, ce qui le rendait impossible à réécrire et nécessitait un réexamen du sujet dans les publications ultérieures. 

### Échographie du fœtus en tant que cyborg
(mai 2018).
Le contenu est difficilement compréhensible vu les erreurs de traduction, qui sont peut-être dues à l'utilisation d'un logiciel de traduction automatique.
L'universitaire Marilyn Maness Mehaffy écrit que « l'échographie du fœtus est, à bien des égards, l'ultime cyborg car il est « créé » dans un espace virtuel qui chevauche la limite conventionnelle entre un corps organique et un texte numérique. » Pourtant, ce cyborg représente une limite de la théorie post-humaniste d'Haraway. Le fœtus échographié, écrit l'universitaire Heather Latimer, « est à la fois indépendant de son propre corps [et de celui de sa mère], et aussi indépendant de l'échographie, de l'équipement utilisé pour lire ce corps. Nous savons que les images de fœtus sont des représentations, et l'échographie évoque un documentaire, ce qui fait qu'il est possible d'ignorer ce corps, ce qui, en retour, peut limiter l'autorité et la souveraineté de la femme enceinte. » Le positionnement du fœtus comme indépendant, et par conséquent, opposé, à la mère enceinte, fait que les technologies liées à la reproduction réinstaurent un clair dualisme entre l'homme et la machine, alors qu'elles étaient censées le mettre à mal. Valérie Hartouni fait valoir que la plupart des techniques de reproduction ont été assimilées par « l'ordre naturel », et la vision d'Haraway d'une espèce régénérée, dégagée des limitations hétéronormatives de la reproduction, est en fait inadaptée en ce qui concerne l'échographie du fœtus.